# São José da Safira
São José da Safira é um município brasileiro do estado de Minas Gerais.